# Scharnierachs-Orbitale-Ebene
Die Scharnierachs-Orbitale-Ebene (auch Achse-Orbitale-Ebene, Achs-Orbital-Ebene oder A-O-Ebene genannt; Abk.: AOE) ist eine am Schädel definierte Bezugsebene. Sie verläuft vom linken Orbitale (tiefster Punkt des Vorderrandes der Augenhöhle) zu den Scharnierachspunkten (den gedachten Durchtrittspunkten der Rotationsachse des Kiefergelenkes durch die Haut.) Durch Markierung dieser Referenzpunkte mit Bleikügelchen vor der Anfertigung eines Fernröntgenseitenbildes  können die Referenzpunkte ins Röntgenbild übertragen werden. Da moderne Artikulatoren mit der A-O-Ebene als Referenzebene konstruiert sind, können auf diese Weise die Koordinatensysteme synchronisiert werden.
Die A-O-Ebene schließt mit der Okklusionsebene einen nach ventral offenen Winkel von ca. 13° (12,87° bei einer Streuung von 5,99°) ein: